# Robby Kevlishvili
Robby Kevlishvili (Zoetermeer, 15 aprile 2001) è uno scacchista olandese.

## Biografia
Di famiglia georgiana, ha ottenuto il titolo di Maestro Internazionale nel 2016, e di Grande Maestro in agosto 2021. Nel 2013 si è classificato quarto nel campionato del mondo giovanile U12 negli Emirati Arabi Uniti. Nel 2018 ha vinto la sezione B del torneo annuale dedicato a Daniel Noteboom, che si svolge a Leida dal 1936. In giugno 2019 ha vinto il "Balaton Chess Festival GM" di Balatonlelle. È membro del circolo di scacchi "SV Promotion" di Zoetermeer, dove è stato allenato tra gli altri da Ivan Sokolov e Merijn van Delft.
Studia economia all'Università del Missouri di Saint Louis.